# Шульц, Теодор Уильям
Теодор Уильям Шульц (англ. Theodore William Schultz; 30 апреля 1902, Арлингтон, штат Южная Дакота — 26 февраля 1998, Эванстон, штат Иллинойс) — американский экономист. Лауреат премии по экономике памяти Альфреда Нобеля 1979 года «за новаторские исследования экономического развития в приложении к проблемам развивающихся стран». Представитель Чикагской школы экономики.

## Биография
Шульц родился 30 апреля в 1902 году в семье Генри Эдварда и Анны Элизабет (урожденной Вейсс) Шульц, в немецком фермерском поселении недалеко от Арлингтона, штат Южная Дакота, и рос на ферме близ Баджер, штат Южная Дакота. Теодор был старшим среди восьми детей.
С 1921 года в течение трёх лет посещал зимние четырёхмесячные курсы в сельскохозяйственной школе при Университете штата Южная Дакота, а в 1924 году там же поступил на бакалавриат, и в 1926 году получил степень по сельскому хозяйству и экономике. В 1928 году в Висконсинском университете в Мадисоне получил магистерскую степень, а в 1930 году докторскую степень того же университета.
В 1929 году посетил СССР для изучения вопросов аграрной экономики, в 1960 году по приглашению Академии наук СССР он второй раз посещает СССР, и в 1990 году в составе большой делегации американских бизнесменов снова посетил СССР
.
В 1930 году Теодор женился на Эстер Флоренс Верт (1905—1991), уроженкой Франкфорта, штат Южная Дакота, которая подарила ему двух дочерей, Элейн и Маргарет, и сына, Пола. Супруга также училась и получила степень бакалавра в Университете штата Южная Дакота в 1927 году.
В 1930—1943 годах преподавал в Университете штата Айова. В 1943—1961 годах являлся профессором Чикагского университета, где в 1950-е годы руководил проектом «Технологическая помощь Латинской Америке».
Теодор Шульц являлся членом Американской экономической ассоциации и Национальной академии наук США (1974), членом-основателем Национальной академии образования, членом Американского философского общества, членом Американской академии наук и искусств, директором и вице-президентом Национального бюро экономических исследований в 1949—1967 годах, управляющим Международным центром исследований проблем развития в Канаде, попечителем Совета по народонаселению при Институте текущих мировых проблем и Международной службы сельскохозяйственного развития. Являлся почетным профессором Гриннелл-колледжа, Университета штата Южная Дакота, Иллинойсского, Висконсинского, Дижонского и Чилийского католического университетов, а также университетов штатов Мичиган и Северная Каролина.
В 1970 году вышел в отставку, но продолжал активную исследовательскую деятельность до 1990 года, когда сломал себе бедро, после чего был прикован к постели.
Теодор Шульц умер 26 февраля 1998 года в Эванстоне, штат Иллинойс и был похоронен на кладбище в Баджере, штат Южная Дакота.

## Основной вклад в науку
Работа Шульца была посвящена большей частью исследованию развивающихся экономик, с особым вниманием на экономику сельского хозяйства. Он проанализировал роль сельского хозяйства в экономике. Его работа существенно повлияла на политику индустриализации, как в развитых, так и в развивающихся нациях. Также Шульц пропагандировал идею образовательного капитала — ответвление концепции человеческого капитала — в области инвестиций в образование.
Шульц исследовал причину того, почему послевоенные ФРГ и Япония смогли быстро восстановиться, почти с невероятной скоростью и из руин. По сравнению с этими странами в Британии, например, гораздо дольше после войны использовались карточки на еду. По мнению Шульца скорость восстановления была связана со здоровым и образованным населением. Образование делает людей более производительными, а хорошее здравоохранение сохраняет инвестиции в образование и даёт возможность производить. Важнейшим вкладом Шульца в науку была Теория человеческого капитала, которая инициировала в 1980-х годах активную деятельность по мотивации инвестиций в профессиональное и техническое образование со стороны международных финансовых институтов Бретонн-Вудса, таких как МВФ и Всемирный банк.

## Награды
За свои достижения в области экономической теории был неоднократно награждён:
- 1960 — назначен президентом Американской экономической ассоциации,
- 1972 — медаль Фрэнсиса Уокера,
- 1972 — почётный профессор Чикагского университета,
- 1976 — медаль Леонарда Элмхирста[англ.] от Международной ассоциации экономистов сельского хозяйства[12],
- 1979 — Нобелевская премия по экономике
- 1988 — назначен почетным пожизненным членом Международной ассоциации экономистов сельского хозяйства[13].

## Память
С 2006 года Международная ассоциация экономистов сельского хозяйства назначила премию имени Теодора Шульца раз в три года за лучшую работу по аграрной экономике.
С 1964 года Университет штата Южная Дакота учредил премию имени Шульца—Верт для содействия и признания академических достижений студентов.
В честь Теодора Шульца был назван один из кампусов Университета штата Южная Дакота.